# Relativator
El relativator fue una regla de cálculo circular que salió antes de la era de la calculadora diseñada para realizar los cálculos de la Teoría de la Relatividad Especial de Einstein.
Fue producida por Atomic Laboratories, inc. Fue enviada a los compradores por correo en un sobre con palabras impresas que decían “Enclosed is your Relativator!” ("¡Envuelto está su Relativator!").
A medida que las calculadoras y las computadoras eclipsaron las viejas tecnologías como las reglas de cálculo, el relativator se deslizó en el olvido.